# Snellemark Centret
Snellemark Centret er et indkøbscenter i Rønne på Bornholm, og er øens største.
Centret blev indviet 13. juni 1994 på hjørnet af Grønnegade og Snellemark, på en grund hvor Bornholms største keramikfabrik Søholm Keramik lå indtil 1989, hvor den flyttede ud i Rønnes industrikvarter.